# Kácova Lhota
Kácova Lhota je malá vesnice, část obce Kozmice v okrese Benešov. Nachází se asi 1,5 km na jih od Kozmic. V roce 2009 zde bylo evidováno 43 adres.
Kácova Lhota leží v katastrálním území Kozmice u Benešova o výměře 7,96 km².

## Historie
První písemná zmínka o vesnici pochází z roku 1387.